# Chi Hướng dương
Chi Hướng dương (danh pháp khoa học: Helianthus L.) là một chi chứa khoảng 67 loài và một vài phân loài trong họ Cúc (Asteraceae), tất cả đều có nguồn gốc từ Bắc Mỹ, với một vài loài (cụ thể là Helianthus annuus (hướng dương) và Helianthus tuberosus (cúc vu)) được gieo trồng tại châu Âu và các khu vực khác của thế giới như là một loại cây nông-công nghiệp và cây cảnh.
Các loài này thông thường là cây một năm hay lâu năm, cao khoảng 60–390 cm. Thân cây thô và có lông, phân nhánh tại phần trên. Các lá có cuống và khía răng cưa, thông thường dính (nhớt). Các lá phía dưới mọc đối, hình trứng hay hình tim. Các lá phía trên mọc so le và hẹp bản hơn.
Chúng chứa một số đầu hoa rộng ở trên cùng, với các chiếc hoa tỏa tia màu vàng tươi ở vòng ngoài và màu nâu hạt dẻ ở các chiếc hoa dạng đĩa bên trong. Cụm hoa dạng đầu này nghiêng theo hướng Mặt Trời, từ phía đông sang phía tây trong ngày.
Các loài trong chi Helianthus bị ấu trùng của một số loài cánh vẩy (Lepidoptera) phá hại - xem Danh sách các loài cánh vẩy phá hại chi Hướng dương.

## Các loài
- Helianthus agrestis: hướng dương đông nam
- Helianthus angustifolius: hướng dương đầm lầy
- Helianthus annuus: hướng dương
- Helianthus anomalus: hướng dương phương tây
- Helianthus argophyllus: hướng dương lá bạc
- Helianthus arizonensis: hướng dương Arizona
- Helianthus atrorubens
- Helianthus bolanderi: hướng dương ngoằn ngoèo
- Helianthus californicus: hướng dương California
- Helianthus carnosus: hướng dương bờ hồ
- Helianthus ciliaris: hướng dương dại Texas
- Helianthus cinereus
- Helianthus cusickii: hướng dương Cusick
- Helianthus debilis: hướng dương lá dưa chuột
  - Helianthus debilis phân loài cucumerifolius: hướng dương lá dưa chuột
  - Helianthus debelis phân loài debilis: hướng dương lá dưa chuột
  - Helianthus debilis phân loài silvestris: hướng dương lá dưa chuột
  - Helianthus debilis phân loài tardiflorus: hướng dương lá dưa chuột
  - Helianthus debilis phân loài vestitus: hướng dương lá dưa chuột
- Helianthus decapetalus: hướng dương lá mỏng
- Helianthus divaricatus
- Helianthus eggertii: hướng dương Eggert
- Helianthus floridanus: hướng dương Florida
- Helianthus giganteus
- Helianthus glaucophyllus: hướng dương lá trắng

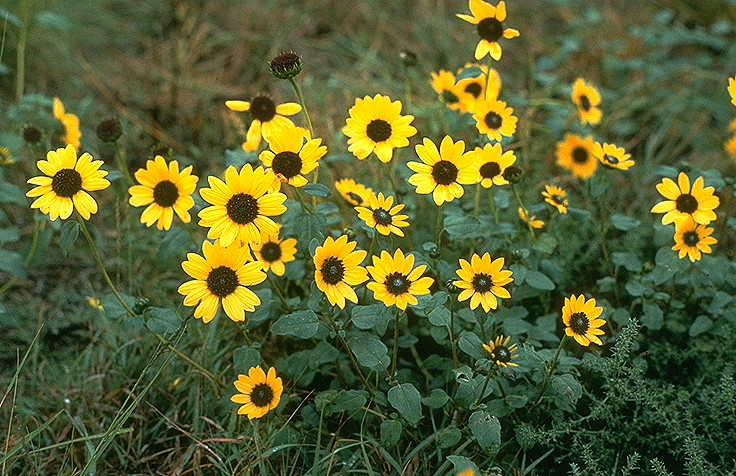
Hướng dương thảo nguyên (Helianthus petiolaris)

- Helianthus gracilentus: hướng dương thân mảnh
- Helianthus grosseserratus
- Helianthus heterophyllus: hướng dương lá biến đổi
- Helianthus hirsutus
- Helianthus laciniatus: hướng dương đất kiềm
- Helianthus laetiflorus
- Helianthus laevigatus: hướng dương trơn
- Helianthus longifolius: hướng dương lá dài
- Helianthus maximiliani: hướng dương Maximillian
- Helianthus microcephalus: hướng dương nhỏ đồng rừng
- Helianthus mollis
- Helianthus multiflorus
- Helianthus neglectus: hướng dương Neglected
- Helianthus niveus
  - Helianthus niveus phân loài canescens: hướng dương sặc sỡ
  - Helianthus niveus phân loài tephrodes: hướng dương Algodones

Helianthus salicifolius]])]]
- Helianthus nuttallii

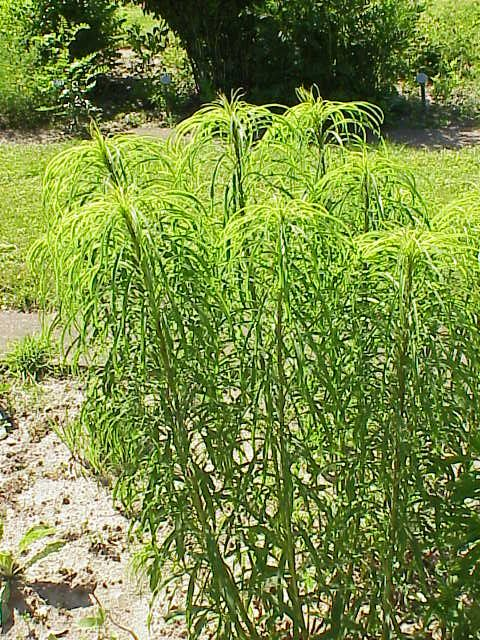
Hướng dương lá liễu (

  - Helianthus nuttallii phân loài nuttallii: hướng dương Nuttall
  - Helianthus nuttallii phân loài parishii: hướng dương Parish hay hướng dương Los Angeles
  - Helianthus nuttallii phân loài rydbergii: hướng dương Rydberg
- Helianthus occidentalis: hướng dương ít lá
  - Helianthus occidentalis phân loài occidentalis: hướng dương ít lá
  - Helianthus occidentalis phân loài plantagineus: hướng dương ít lá
- Helianthus paradoxus: hướng dương Paradox
- Helianthus pauciflorus
  - Helianthus pauciflorus phân loài pauciflorus: hướng dương thân cứng
  - Helianthus pauciflorus phân loài subrhomboideus: hướng dương thân cứng
- Helianthus petiolaris
  - Helianthus petiolaris phân loài fallax: hướng dương thảo nguyên
  - Helianthus petiolaris phân loài petiolaris: hướng dương thảo nguyên
- Helianthus porteri: hướng dương Porter
- Helianthus praecox
  - Helianthus praecox phân loài hirtus: hướng dương Texas
  - Helianthus praecox phân loài praecox: hướng dương Texas
  - Helianthus praecox phân loài runyonii: hướng dương Runyon
- Helianthus praetermissus: hướng dương New Mexico
- Helianthus pumilus: hướng dương nhỏ
- Helianthus radula: hướng dương không tia
- Helianthus resinosus: hướng dương Resindot
- Helianthus salicifolius: hướng dương lá liễu
- Helianthus schweinitzii: hướng dương Schweinitz
- Helianthus silphioides: hướng dương nhựa
- Helianthus simulans: hướng dương Muck
- Helianthus smithii: hướng dương Smith
- Helianthus strumosus: hướng dương lá nhạt đồng rừng
- Helianthus tuberosus: cúc vu